# فطر سلحفائي
فطر سلحفائي (الاسم العلمي: Testudina)، جنس فطريات من فصيلة فطريات سلحفائية. وهو جنس أحادي الطراز، ويحتوي على نوع واحد فقط Testudina terrestris.